# Stidnica
Stidnica (lat. vulva) je vanjski organ ženskog spolnog sustava koji se nalazi izvan zdjelice, a uključuje Venerin brežuljak (lat. mons Veneri, mons pubis), velike (lat. labia majora pudendi) i male stidne usne (lat. labia minora pudendi), dražicu (lat. clitoris), predvorje rodnice (lat. vestibulum vaginae) sa žlijezdama (Skenéove žijezde, Bartholinijeve žlijezde) i njihovim izvodnim kanalima.

## Venerin brežuljak
Venerin brežuljak je izbočina koja nastaje zbog nakupine masnog tkiva ispred stidne kosti.

## Dražica
Dražica je bogato prokrvljen i inerviran organ koji je analogan muškom spolnom udu. Duga je 1,5 - 2 cm. 

## Velike stidne usne
Kožni nabori koje se nastavljaju na Venerin brežuljak prema straga i omeđuju jajoliki otvor. Velike usne analogne su mošnji u muškaraca. Vanjska strana nabora, nakon puberteta postane prekriven dlakom.

## Male stidne usne
Meki kožni nabori, koji se nalaze unutar velikih usana. Na mjestu gdje se spajaju prednji dijelovi nabora nalazi se dražica. Male usne obuhvaćaju dražicu na način da se prednji kraj svakog nabora prije spajanja podijeli na dva kraka, od kojih je jedan iznad, a drugi ispod dražice.

## Predvorje rodnice
Predvorje se nalazi unutar malih usana, a sadržava vanjski otvor mokraćne cijevi, rodnice i izvodne kanale žlijezda.

## Žlijezde
Žlijezde vanjskog spolnog sustava žene:
- Parauretralne (Skenéove) žlijezde (lat. glandulae paraurethrales)
- Velike žlijezde predvorja rodnice (lat. glandulae vestibulares majores Bartholini)
- Male žlijezde predvorja (lat. glandulae vestibulares majores)